# Lopharcha conia
Lopharcha conia es una especie de polilla de la familia Tortricidae. Se encuentra en Sumatra en el oeste de Indonesia.